# TPB (historieta)

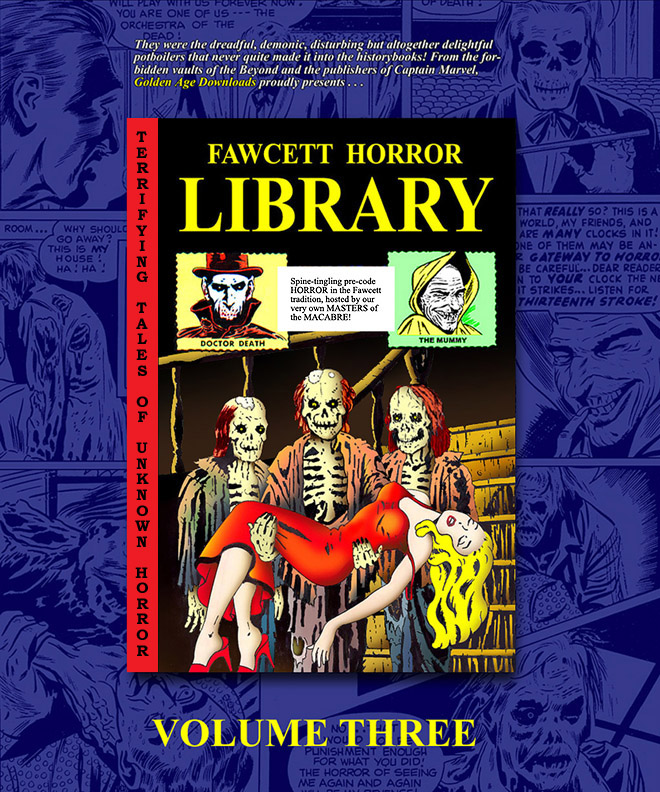
Compilación de historietas de terror publicadas por Fawcett Comics.

TPB, sigla de trade paperback (en español: libro en rústica), se refiere específicamente a una colección de historias originalmente publicadas en comic books reimpresas en formato tomo y que se recopilan en forma de arcos argumentales (unos 5-6 números).
Tradicionalmente, un TPB reproducirá las historias como fueron originalmente concebidas en formato comic book. Recientemente, algunos tomos han sido publicados en un tamaño más reducido, conocido como formato digest. Este formato pretende atraer a las nuevas generaciones de lectores cuyas primeras exposiciones a un formato comic book han sido principalmente el manga.
En Estados Unidos suelen recopilarse en este formato casi todas las colecciones con un mínimo éxito en su publicación individual en comic books; en países como España y México, las editoriales de cómics los utilizan como formato único para determinadas series dependiendo de la aceptación y de las ventas que se esperan de ellas debido a que el mercado no es tan amplio como el estadounidense.